# Czwórka (obraz Józefa Chełmońskiego)
Czwórka (znany także pod tytułem Po stepach) – obraz Józefa Chełmońskiego z 1881 roku, wykonany techniką olejną na płótnie, znajdujący się w Galerii Sztuki Polskiej XIX wieku w Sukiennicach, oddziale Muzeum Narodowego w Krakowie.

## Historia
Dzieło powstało w Paryżu, w którym Chełmoński przebywał w latach 1875-1887. Tworzył wówczas obrazy inspirowane wrażeniami z pobytu na Kresach, m.in. na Podolu. Zdobywały one zainteresowanie nabywców, m.in. ze Stanów Zjednoczonych, co przyczyniło się do wzrostu zamożności artysty. Zamówienia kontraktował dom handlu sztuką Adolphe'a Goupila. Spory wpływ na twórczość Chełmońskiego wywarły obrazy Józefa Brandta, Juliusza Kossaka oraz profesora z Akademii Sztuk Pięknych w Monachium, Aleksandra Sándora Wagnera. Po powrocie Chełmońskiego do kraju w 1887 Czwórka pozostawała w paryskiej pracowni, którą zajmowali Władysław Podkowiński i Józef Pankiewicz. Po sprowadzeniu dzieła nabyły go władze Krakowa dla tamtejszego muzeum. Obecnie obraz stanowi część kolekcji Muzeum Narodowego w Krakowie. Wystawiane jest w Sukiennicach w Galerii Sztuki Polskiej XIX wieku. Obraz jest sygnowany: JÓZEF CHEŁMOŃSKI.Paris 1881. Muzealny nr. inw.: MNK II-a-258. Istnieją kopie, m.in. w zbiorach Instytutu Józefa Piłsudskiego w Nowym Jorku (97 x 233 cm, dar Alexandra Mełeń-Korczyńskiego). W latach 2020-2024 prowadzono konserwację obrazu połączoną z badaniami jego struktury.
Kontekst powstania obrazu
Józef Chełmoński często odwiedzał tereny dzisiejszej Ukrainy. Pierwsza podróż w 1870 roku opisywana jest jako moment wyzwolenia talentu artysty, którego prace, mimo zwracającego uwagę realizmu, powstawały w dużej mierze z pamięci i wyobraźni. 

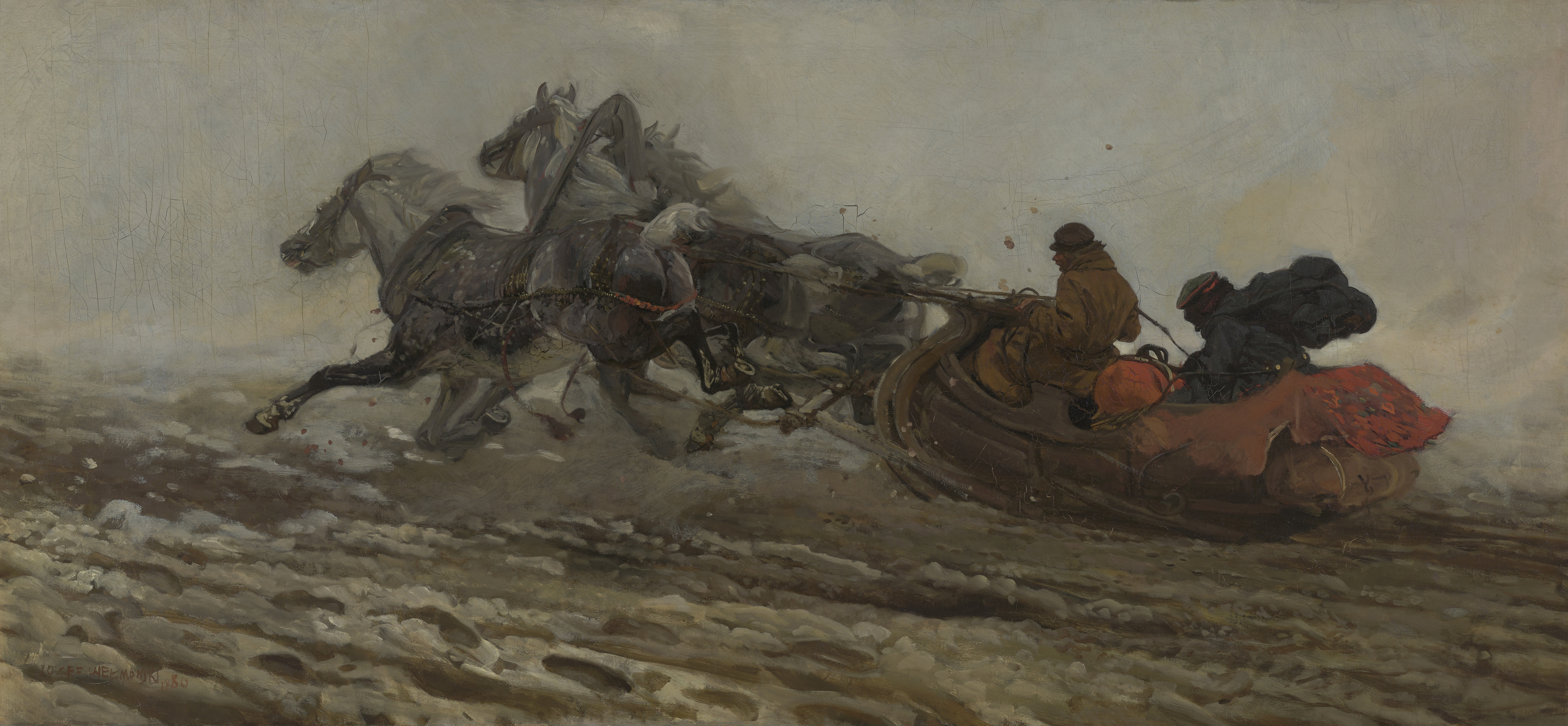
Trójka (Sanna) ze zbiorów Muzeum śląskiego w Katowicach

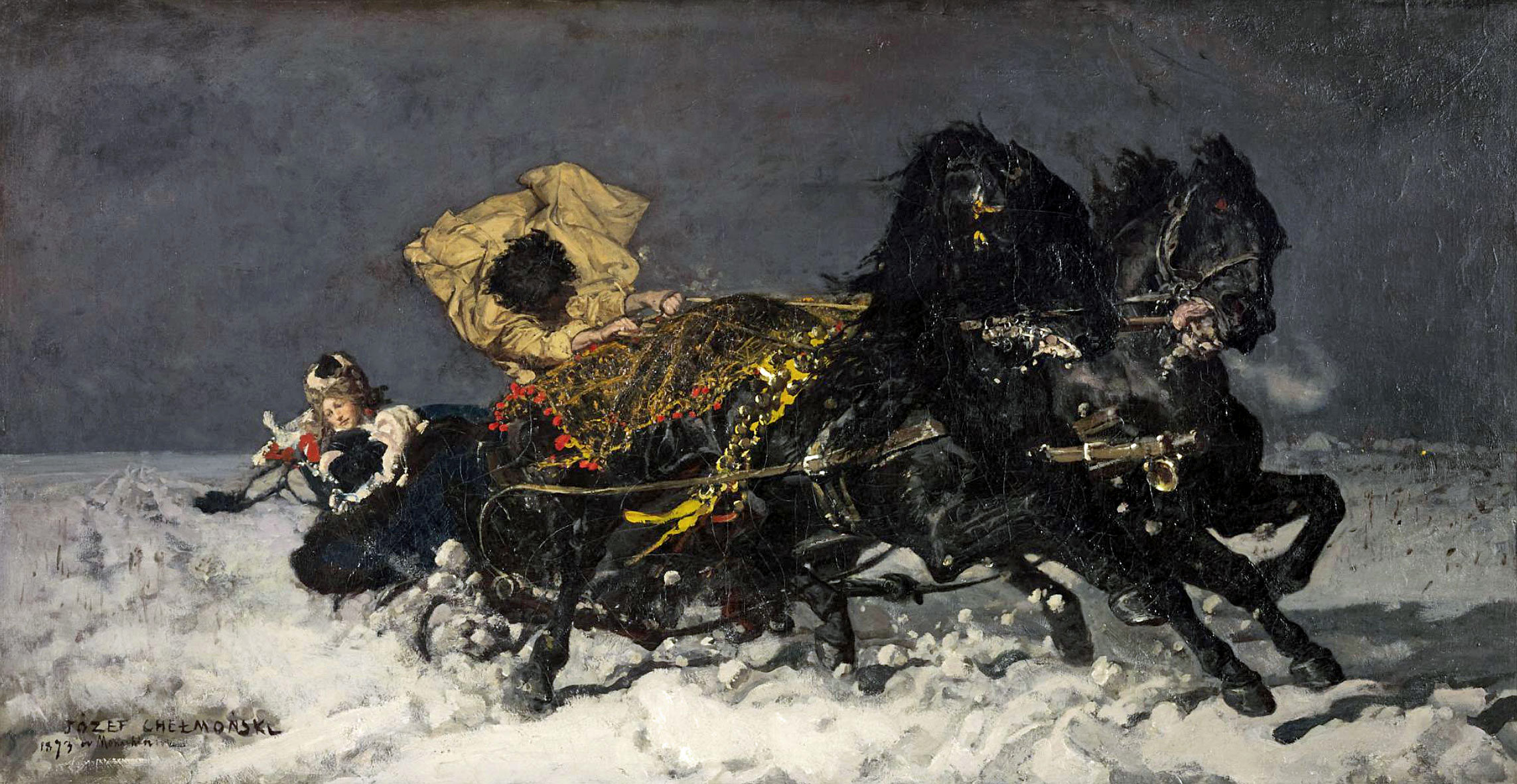
Powrót z balu (Sanna) ze zbiorów prywatnych

Chełmoński mieszkał i tworzył w Paryżu w latach 1875-1887. W odróżnieniu od większości młodych malarzy w tamtych czasach, po przeprowadzce nie podjął nauki w żadnej ze znanych szkół artystycznych. Zamiast tego, niedługo po przyjeździe, zgłosił swoje prace na oficjalny Salon.  Dzieła malarza spotkały się z dużym zainteresowaniem i ciepłym przyjęciem krytyki. Eksponowane na oficjalnej wystawie w 1876 roku – Sprawa u wójta i Odwilż na Ukrainie – zwróciły uwagę m.in. Émila Zoli, który miał dostrzec w nich „odcisk prawdy” - etnograficzną zgodność i realistyczne ujęcie realiów wschodu Europy. Tak jeden z krytyków komentował na łamach "Le Monde Artiste" w 1876 roku:
Jeśli nie boimy się przeziębienia, zatrzymajmy się na chwilę nad dwoma obrazami pełnymi narodowego smaku p. Chełmońskiego: Zima i Odwilż na Ukrainie. Są tam postacie, których nie znaliśmy i które muszą być absolutnie prawdziwe. Ale jaki brzydki kraj! 
Sukces Chełmońskiego w Paryżu można po części przypisać fenomenowi „rusomanii” - zainteresowania wśród  Francuzów kulturą “rosyjską”, reprezentowaną nieraz przez emigrantów z terenów objętych zaborami (tereny Polski i Ukrainy znajdowały się w granicach Imperium Rosyjskiego). Malarz miał zwyczaj wyraźnie określać w tytułach obrazów miejsce akcji jako Ukrainę lub Polskę, jednak jego dzieła i tak wiązano z wyobrażeniem o Rosji.

Przed przyjazdem do Paryża, artysta kształcił się w Monachium i Warszawie. Pobyt w Monachium to etap życia Chełmońskiego, trwający od końca 1871 do wiosny 1874 roku, na który datuje się osiągnięcie przez Chełmońskiego dojrzałości twórczej i ustalenia charakterystycznego dla niego zestawu motywów, w tym wyróżniających się przedstawień galopujących koni. Również w Monachium, artysta spotkał się z konwencją pejzażu stimmungowego, typową dla malarstwa przedstawicieli szkoły monachijskiej. Duży wpływ na twórczość Chełmońskiego wywarły obrazy Józefa Brandta, Juliusza Kossaka oraz profesora Akademii Sztuk Pięknych w Monachium, Aleksandra Sándora Wagnera.  W polskiej i niemieckiej prasie tamtego okresu pojawiały się wtedy emocjonalne komentarze do obrazów Chełmońskiego: emocje wśród publiczności budziła dynamika, szkicowość i przesadny dramatyzm kompozycji. Jeszcze mieszkając w Monachium, Chełmoński spotkał się z krytyką “nadmiaru uczucia” na swoich płótnach. Stanisław Witkiewicz, przyjaciel i miłośnik twórczości Chełmońskiego, pisał w tamtym okresie: 
Jest to człowiek żyjący tylko uczuciami i patrzący na wszystko i na wszystkich przez ich pryzmat. 
Najważniejszą estetyczną jakością tej twórczości było porzucenie opisowego realizmu na rzecz fantazji i romantycznego malarskiego rozmachu. Fantazji i rozmachowi sprzyjała wiejska tematyka obrazów, inspirowana pejzażem i folklorem Ukrainy. Widoki bezkresnych stepów i obrazy mieszkańców wschodnich ziem stały się dla malarza ważnym tematem jego malarstwa. Artysta wielokrotnie wracał do tematyki konnych zaprzęgów, począwszy od Powrotu z balu (1879) - płótna przedstawiającego rozpędzone sanie, jadące przez ośnieżony pejzaż. Namalowana w 1881 roku w Paryżu Czwórka. Po stepach stanowi kulminację tej serii. Wcześniejsza wersja obrazu odniosła w 1878 roku sukces na dorocznym paryskim Salonie, znajdując nabywcę ze Stanów Zjednoczonych, podobnie jak wiele innych prac malarza.
Obrazy inspirowane wrażeniami z pobytu na Kresach, m.in. na Podolu, zdobywały zainteresowanie nabywców, m.in. z USA, co przyczyniło się do wzrostu zamożności artysty. Analiza rachunków i korespondencji artysty, którą przeprowadził Wojciech Głowacki, pozwala szacować, że Chełmoński od 1876 do 1882 roku zarabiał między 20 000 a 50 000 fr. rocznie, plasując się on wśród 0,5 procenta najzamożniejszych mieszkańców Francji tamtych czasów. Zagraniczne zamówienia na obrazy Chełmońskiego kontraktował dom handlu sztuką Adolphe'a Goupila: Goupil & Cie. Szacuje się, że w czasie 12 lat spędzonych w Paryżu, malarz sprzedał do USA około 90-100 obrazów.

Mimo rynkowego powodzenia wcześniejszych prac malarskich Chełmońskiego, efektowny i ogromny obraz, wystawiony na Salonie Société des artistes français w 1881 roku, nie został przyjęty z entuzjazmem, którego artysta oczekiwał. Wojciech Głowacki tak opisuje Triumf wędliniarza - karykaturę Czwórki, autorstwa Louisa Morel-Retza, opublikowaną w „Le Journal amusant”: 
Przez bezkresną ukraińską równinę pędzą w wozie dwaj mężczyźni. Jeden z nich trzyma lejce, drugi, jak gdyby nigdy nic, popala długą fajkę. Zaprzęg ciągną cztery knury. Gnają prosto na nas. 
Wizerunek pędzącego zaprzęgu, w ponadnaturalnych proporcjach i jadącego wprost na widza nie zdobył serc widowni nad Sekwaną. Chełmoński stworzył dzieło o ogromnych wymiarach z myślą o sprzedaży do francuskich zbiorów publicznych, co jednak nie doszło do skutku. W okresie, kiedy Czwórka była eksponowana na Salonie, około połowy 1881 roku, Chełmoński zmienił galerzystę - po latach współpracy z Goupil & Cie nawiązał współpracę z Richardem Howardem Trippem z galerii Arnold & Tripp.
Niepowodzenie na Salonie w 1881 roku uważane jest za jeden z momentów przełomowych w karierze artysty, decydujący o kolejnych etapach jego życia. Kolejne lata to okres intensywnej pracy i sprzedaży obrazów o powtarzających się motywach, niekiedy autorskich replik.
Kolejnym czynnikiem, wpływającym na spadek powodzenia finansowego Józefa Chełmońskiego było wprowadzenie w Stanach Zjednoczonych w 1883 roku tzw. ustawy McKinleya (McKinley Tariff Act), podnoszące cła wywozowe na produkty spoza USA z 10% do 30% ceny i tym samym zniechęcając amerykańskich kolekcjonerów do zakupów dzieł sztuki poza granicami kraju. Analiza źródeł wskazuje, że Józef Chełmoński po ograniczeniu możliwości zarobku w Paryżu, mógł rozważać zmianę podejścia do sprzedaży swoich prac – między innymi zmieniając adresy i remontując nową pracownię, a także podejmując współpracę m.in. z „Le Figaro” z „Le Monde Illustré”, publikując także ilustracje w prasie polskiej.
Chełmoński utrzymywał kontakt z polskim środowiskiem artystów, kolekcjonerów i inteligencji, zarówno we Francji, jak na ziemiach polskich. Odwiedzał kilkakrotnie kraj, uczestnicząc w życiu artystycznym Warszawy i Krakowa. Bywał na Mazowszu i Ukrainie. W 1889 roku podjął decyzję o powrocie do kraju i zakupu majątku w Kuklówce. Paryska pracownia została wynajęta polskim malarzom, Józefowi Pankiewiczowi i Władysławowi Podkowińskiemu.
Sprowadzenie dzieła do kraju, obraz w zbiorach narodowych
Chełmoński cieszył się autorytetem i przyjaźnią artystów, o czym świadczą zakupy obrazów do ważnych kolekcji, w tym Burzy do Muzeum Narodowego w Krakowie. 28 maja 1987 roku Józef Chełmoński otrzymał za ten obraz oraz za całokształt twórczości nagrodę fundacji Probusa Barczewskiego, przyznawaną dorocznie przez Akademię Umiejętności w Krakowie. Artysta był obecny w życiu artystycznym Krakowa. To Chełmoński, jako wybitny autorytet, w 1897 roku został honorowym prezesem nowo powstałego Towarzystwa Artystów Polskich „Sztuka”.
Czwórka została przywieziona do Polski prawdopodobnie w 1898 roku. Inicjatorem sprowadzenia dzieła był zaprzyjaźniony z Chełmońskim Konstanty Maria Górski, przy wsparciu finansowym galerzysty i kolekcjonera, Aleksandra Krywulta. W marcu 1899 dzieło pokazano w Salonie Sztuk Pięknych Krywulta w Warszawie, a następnie w TPSP w Krakowie, w Sukiennicach (działo się to w trakcie budowy Pałacu Sztuki, gdy Towarzystwo nie miało jeszcze własnej siedziby i dzieliło pomieszczenia Sukiennic z MNK). W czerwcu 1899 zaoferowano zakup obrazu Muzeum Narodowemu w Krakowie. W lipcu, uchwałą Rady Miasta Krakowa nabyto Czwórkę od artysty za kwotę 3000 florenów
Ze względu na duży rozmiar, obraz nie był prezentowany poza Krakowem ani przemieszczany, poza nielicznymi wyjątkami. Jak pokazuje fotografia z około 1907 roku, pochodząca z Archiwum Muzeum Narodowego w Krakowie, obrazy Czwórka oraz Na folwarku, prezentowane były obok dużych dzieł, eksponowanych dzisiaj w sali Siemiradzkiego krakowskich Sukiennic: Kościuszko pod Racławicami i Wernyhora Jana Matejki, ale też Śmierć Elenai Jacka Malczewskiego.

W lecie 1927 Czwórka ucierpiała z powodu wstrząsu po wybuchu w prochowni na krakowskim Prądniku, co poświadcza wzmianka w Kurierze Porannym:
[...] ciśnienie powietrza było tak wielkie, że ogromne płótno obrazu Czwórka Chełmońskiego zostało wyrwane z ram i spadło na ziemię. Ramy pozostały na ścianie. Na szczęście obraz, poza drobnymi draśnięciami, nie uległ znaczniejszemu uszkodzeniu.
Ze względu na ogromne rozmiary, obraz nie był często transportowany, czy pokazywany poza Krakowem. Według ustaleń zespołu badającego dzieło przy okazji ostatniej konserwacji, Czwórka przemieszczana była co najmniej 15 razy. Były to przemieszczenia związane z przewozem obrazu do kraju w latach 90 XIX wieku, a później z zabezpieczeniem zbiorów w trakcie I i II wojny światowej oraz wypożyczenie na wystawy w Zurychu i Paryżu w latach 70. XX wieku. W 2007 roku obraz został zamontowany na nowoczesnych krosnach z drewna i aluminium, umożliwiających kontrolę napięcia płótna w ramach. Tak przygotowany do ekspozycji obraz stał się najważniejszym dziełem w Sali Chełmońskiego w Galerii Sztuki Polskiej XIX wieku w Sukiennicach, otwartej po kompleksowym remoncie w 2010 roku. Od tego momentu dzieło nie było przemieszczane – bez wyjątku nawet w przypadku działań konserwatorskich z lat 2020-2024, które odbywały się na miejscu, w obrębie galerii.
Czwórka na wystawach:
1881 – Paryż, Salon Société des artistes français
1899 – Warszawa, Salon Aleksandra Krywulta 
1899 – Kraków, TPSP - Sukiennice 
1974 – Zurych, Kunsthaus
1977 – Paryż, Grand Palais
Wystawa Kunst in Polen von der Gotik bis heute w Kunsthaus Zürich (w terminie: 24.06-8.09.1974) została zorganizowana we współpracy szwajcarskiej instytucji z Muzeum Narodowym w Warszawie. W komitecie organizacyjnym wystawy znaleźli się przedstawiciele wielu dużych polskich instytucji, a na wystawie zaprezentowano około stu obiektów z różnych zbiorów, od  średniowiecznej rzeźby, poprzez renesans i barok, po dzieła z drugiej połowy XX wieku. Oprócz Czwórki, w Zurychu pokazano między innymi głowy wawelskie, miniatury Stanisława Samostrzelnika, karton do witrażu Stanisława Wyspiańskiego Bóg Ojciec, czy rzeźby Katarzyny Kobro.
Wystawa L’esprit romantique dans l’art. Polonais XIX-XX siècles. (Romantyzm i Romantyczność w sztuce polskiej XIX i XX wieku) została zorganizowana w Galeries Nationales du Grand Palais, od marca do czerwca 1977 roku. Komisarzami wystawy byli Marek Rostworowski (Muzeum Narodowe w Krakowie) i Jacek Waltoś (artysta). Wystawę konsultowali oraz skomentowali esejami historycy sztuki: Jan Białostocki, Wiesław Juszczak, Mieczysław Porębski, Jacek Woźniakowski. Dwa lata wcześniej wystawa o podobnym tytule, prezentująca przede wszystkim zbiory Muzeum Narodowego w Krakowie (jednak bez Czwórki Chełmońskiego) była prezentowana w Warszawie, w Zachęcie.
Epoka romantyzmu ukazana została przez liczne przykłady sztuki, w dużej mierze ze zbiorów Muzeum Narodowego w Krakowie: Powitanie i Pożegnanie Artura Grottgera, Somosierrę i inne prace Piotra Michałowskiego. W narracji równoważne miejsce zajęła kontynuacja myśli romantycznej: twórczość Jacka Malczewskiego czy Stanisława Wyspiańskiego, sztuka ich czasów i późniejsza. Łącznie zaprezentowano prace 81 artystów i artystek. Na okładkach katalogów wystawy znalazły się reprodukcja Szału pędzla Władysława Podkowińskiego, oraz Apolla Wyspiańskiego. ilustrując tym samym pytanie autorów wystawy, wyrażone przez Mieczysława Porębskiego w eseju Pojęcie romantyzmu, z polskojęzycznego katalogu, towarzyszącego pokazowi w Zachęcie w 1975 roku: Romantyzm – zjawisko jednorazowe, osadzone w historycznym czasie i przestrzeni, czy powtarzalne: odwieczna skłonność ducha ludzkiego dochodząca do głosu w zmiennych historycznych fluktuacjach? .
Na wystawie w Paryżu, podobnie jak rok wcześniej w Zurychu, zaprezentowane zostały wielkoformatowe prace - oprócz Czwórki między innymi projekty witraży Stanisława Wyspiańskiego. Dzieła zostały połączone we wspólne wątki tematyczne z pracami twórców z 2. połowy XX wieku: Zdzisława Beksińskiego, Tadeusza Brzozowskiego, Jerzego Beresia, Władysława Hasiora, Tadeusza Kantora, Jerzego Nowosielskiego, Leszka Sobockiego, Ludmiły Stehnovej, Aliny Szapocznikow i Barbary Zbrożyny.
Zabezpieczenie dzieła w trakcie wojen
Obie wojny światowe stanowiły wyzwanie dla zespołu Muzeum Narodowego w Krakowie, szczególnie ze względu na rozmiary i znaczenie zbiorów prezentowanych w galerii w Sukiennicach. Budynki, którymi dysponowało Muzeum, nie były w pełni przystosowane do celów ochrony przechowywanych zbiorów w sytuacji konfliktu zbrojnego. W razie szturmu, ostrzału artyleryjskiego lub bombardowania, dzieła znajdujące się w galeriach były szczególnie zagrożone. W przededniu I wojny światowej, siedziba Muzeum w Sukiennicach na Rynku Głównym miała szklany dach osadzony na drewnianej konstrukcji.  Działania zabezpieczające prowadzono od lata 1914 roku, opróżniając galerie i zabezpieczając magazyny zbiorów. Duże obrazy olejne z Sukiennic, takie jak Hołd pruski i Pochodnie Nerona zostały zwinięte w zabezpieczone bibułą rulony i ukryte na około 10 miesięcy w schowku na wzgórzu wawelskim. Zbiorów na Wawelu strzegli: dozorca Jan Bandt i stróż Stanisław Krupa, wyznaczeni pracownicy MNK.
Perspektywa rozpoczęcia II wojny światowej sprawiła, że konieczna była rewizja procedur ochrony zbiorów Muzeum Narodowego w Krakowie, wówczas przechowywanych w dziewięciu lokalizacjach w różnych punktach miasta. Większość magazynów i galerii nie posiadało wystarczającego zabezpieczenia przeciwpożarowego - wewnętrzne hydranty z parcianymi wężami znajdowały się tylko w Sukiennicach i magazynach na Rynku Podgórskim. Dopiero w 1938 roku przystąpiono do tworzenia planów zabezpieczenia lub ewakuacji kolekcji. Zbiory MNK liczyły wówczas około 150 tys. pozycji inwentarzowych, w związku z czym bardzo istotnym elementem przygotowań do wojny było podzielenie muzealiów na te, które należy wywieźć poza obszar zagrożony oraz tych, które zostaną w Krakowie. Do tych pierwszych należał Hołd Pruski Jana Matejki. Przebieg działań zabezpieczających zbiory jest możliwy do odtworzenia dzięki zachowanym sprawozdaniom Feliksa Kopery, dyrektora MNK w latach 1901-1950. Jak odnotowano, zabezpieczeniem obrazów z galerii w Sukiennicach zajmował się zespół siedmiu osób pod kierownictwem kustosza Kazimierza Buczkowskiego. W sierpniu 1939 roku podjęto przygotowania: zgromadzono szpule i skrzynie, a także pokryto farbą szklane sufity galerii, aby zapewnić zaciemnienie w czasie ewentualnego pakowania zbiorów po zmierzchu. Dzieła malarskie z Sukiennic zostały następnie przewiezione do schronu w Nowym Gmachu (ob. Gmach Główny MNK). Stworzono procedury zaciemnienia pomieszczeń, obsługi posterunków przeciwpożarowych i ochrony, zaopatrzenia personelu w maski gazowe. Ustalono zadania na wypadek pożaru oraz usuwania skutków bombardowań.

## Opis
Obraz stanowi powtórzenie z niewielkimi modyfikacjami mniejszej kompozycji Czwórka z 1880 roku. Wielkoformatowe płótno (o wymiarach 275 × 660 cm) przedstawia zaprzęg czterech koni powożony przez mężczyznę w futrzanej czapce. Zwierzęta oraz ludzie ukazani zostali w skali zbliżonej do naturalnej, horyzont umieszczony jest w środku wysokości obrazu, a więc w galerii i w ramie - powyżej linii wzroku. Artysta zastosował dynamiczny skrót perspektywiczny: zaprzęg pędzi prosto w stronę widza, przeglądającego się jego zbliżaniu z poziomu błotnistej ziemi. Gniade umaszczenie zwierząt ma ciepłe odcienie, wyróżniające grupę pośrodku pejzażu.
Konie przedstawione są w galopie, w migawkowym ujęciu – widać białe rozbryzgi wody pod ich kopytami, a zarazem nogi wydają się już unosić ponad ziemią. Widoczne są ich przymknięte oczy, rozwarte chrapy i przejrzysty obłok pary wodnej, unoszącej się z boku jednego ze zwierząt. Wszystkie części uprzęży są naciągnięte, a ich graficzne przedłużenie stanowi bat trzymany przez woźnicę. Jego strój wskazuje na chłopskie pochodzenie – to koszula z kaftanem bez rękawów i papacha - czapka typowa dla terenów wschodu Europy i regionu Kaukazu, dla Kozaków i mieszkańców Podola. Mężczyzna prawdopodobnie pokrzykuje na konie lub do swojego towarzysza - jego twarz ukazana została z otwartymi ustami, postawa wskazuje na pewność siebie i brawurę. Za woźnicą ukazany został mężczyzna czapce i kaftanie palący fajkę. Pasażer identyfikowany jest jako szlachcic, podróżujący zaprzęgiem przez puste przestrzenie terenów obecnej Ukrainy.
Pojazd, którym przemieszczają się mężczyźni to zaprzęg bałagulski, popularny na kresach dawnej Polski. Ten rodzaj powozu modny był wśród młodzieży szlacheckiej – jego charakterystyczną cechą był “napęd na cztery koła”, to jest zapięcie uprzęży końskich tak, aby zewnętrzna para ciągnęła tylną oś wozu. Inną specyficzną cechą czwórek były dźwięki, wydawane przez dzwonki, a także zaprzęganie do powozów koni o różnych maściach.

## Badania i konserwacja
W czasie eksponowania i przemieszczania, powierzchnia Czwórki poddawana była naprężeniom, które wpływały na wytworzenie się pęknięć farby i werniksów. Wskutek kilkunastokrotnego zwijania i rozwijania, na powierzchni obrazu pojawiły się typowe pionowe pęknięcia warstwy malarskiej. Poprzednia konserwacja dzieła odbyła się w latach 70. XX wieku, w okresie wyjazdów na pokazy w Szwajcarii i Francji. Od tego czasu werniksy i retusze uszkodzeń obrazu uległy przebarwieniom, tworząc plamy, wpływające na wygląd i koloryt obrazu, inny niż w pierwotnej kompozycji. Zielonkawe odcienie półprzezroczystych warstw zatarły kontrast pomiędzy chłodnymi a ciepłymi barwami na płótnie i spłaszczyły perspektywę. Ostatnie prace konserwatorskie związane były z międzymuzealnym, interdyscyplinarnym projektem “Chełmoński”, prowadzonym w latach 2020-2024 i zakończonym wystawami w Muzeach Narodowych w Warszawie, Poznaniu i Krakowie. Czwórka została poddana badaniom, wykonane zostały fotografie UV, IR i RTG, badania próbek materiału oraz badania z użyciem metod nieinwazyjnych: analizy wizualnej, fluorescencji rentgenowskiej (XRF), a także analizę próbek technikami MO, SEM-EDS, FTIR, GC/MS. Działania konserwatorskie zbiegły się w czasie z cyklem wystaw monograficznych Józefa Chełmońskiego w Muzeach Narodowych w Warszawie, Poznaniu i Krakowie, w latach 2024-2025.
Kompozycja
W trakcie badań Czwórki ujawniły się autorskie modyfikacje obrazu, zmieniające pierwotne założenia kompozycyjne. To dość wyjątkowy przykład, jeśli chodzi o twórczą praktykę Chełmońskiego: w większości badanych w trakcie projektu płócien zauważalny jest oszczędny w formie, delikatny rysunek, wskazujący na to, że koncepcja malarza była zazwyczaj od początku niezmienna i zaplanowana - wyjątkami, oprócz Czwórki są Orka (1896) i Na folwarku (1875).

Pomimo realizmu i sugestywności, obrazy Chełmońskiego nie były tworzone z natury. We wspomnieniach o artyście powtarza się informacja o tym, że Chełmoński malował, posługując się fotograficzną pamięcią i wyobraźnią. Kreował w ten sposób ujęcia o dynamicznych układach, osadzone w rozległych, choć nieokreślonych pejzażach. Tym, co wyróżniało Chełmońskiego miała być pamięć ruchu. Wyjaśnia to wspomnienie Antoniego Piotrowskiego o sytuacji, w której po powrocie z Ukrainy Chełmoński szkicował z wyobraźni, w obecności swoich towarzyszy z pracowni, zapamiętane z wyjazdu pejzaże i bodiaki, a także o tym, że umiał z obserwacji odtworzyć trwające ułamek sekundy gesty (przed wejściem w powszechne użycie szybko naświetlających się klisz, nazwanych przez autora wspomnienia “fotografią momentalną”. Piotrowski w podsumowaniu wspomnienia o przyjacielu napisał: 
[...] oddawał bez żadnych alegoryi, przesłonek, w swoich obrazach drzewa, kwiaty, zwierzęta, niebo i ludzi, to zawsze z doskonałym zespołem (harmonią). Nikt w Polsce, a nawet w reszcie Europy nie dawał takiego wrażenia ruchu jak Chełmoński, którego dzieła z bardzo nielicznymi wyjątkami przedstawiały lud i naturę. Drżenie trawy pod rytm wiejącego wiatru. Burza jesiennego wieczoru miota drzewami. Kwiaty wibrują w promieniach słońca.  
Obrazowanie rentgenowskie, stosowane w trakcie badań, ujawniło autorskie zmiany koncepcji kompozycji: w pierwszej wersji obrazu sylwetki koni były mniejsze, bardziej wydłużone, a przednie nogi, szyje i łby były mocno wyciągnięte do przodu. Zwierzęta zostały przedstawione w galopie, wysiłku i napięciu, szybszym i bardziej szalonym niż ten, który widzimy ostatecznie na obrazie. Dokonane przez autora korekty sylwetek koni nadały obrazowi nieco więcej spokoju, niż w pierwszej, bardzo ekspresyjnej wersji.
Technika malarska
Sposób nakładania farby i pracy z kolorem przez Chełmońskiego był zróżnicowany i zmieniał się nie tylko pomiędzy poszczególnymi pracami, lecz również w obrębie jednego obrazu. W przypadku Czwórki, malarz zmieniał kolorystykę ziemi i błota, posługując się na początku bardziej wyrazistymi zieleniami odcieniami ugrów, by następnie pokryć te partie obrazu cienką warstwą szarości, błękitów i fioletów. W ten sposób tonacja tła stała się bardziej jednolita, zacierając granice stref nieba i ziemi, a tym samym potęgując wrażenie bezkresu i skupiając uwagę na centralnym przedstawieniu powozu.

## Inne wersje i szkice

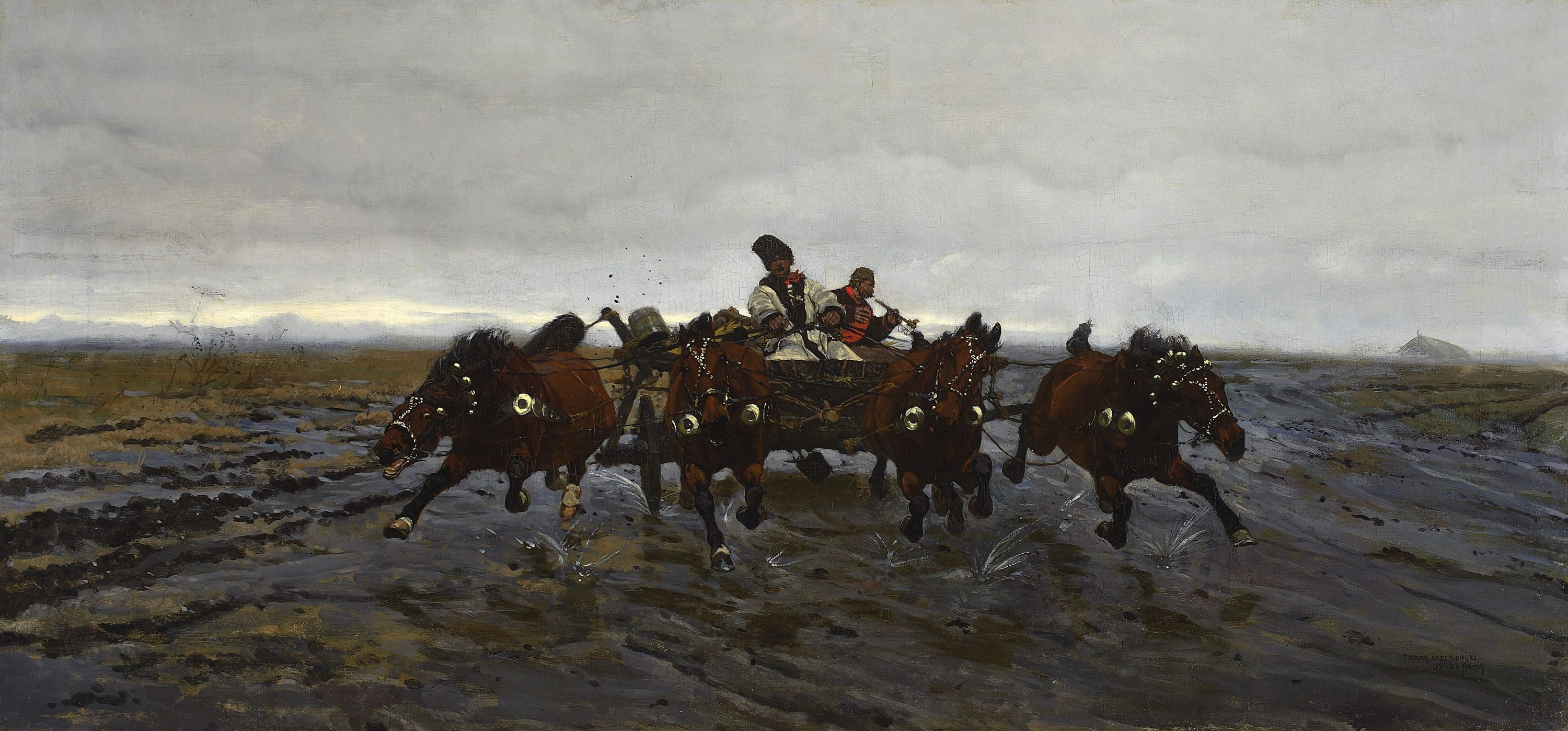
Czwórka (obraz Józefa Chełmońskiego, 1880) ze zbiorów Muzeum Narodowego w Warszawie

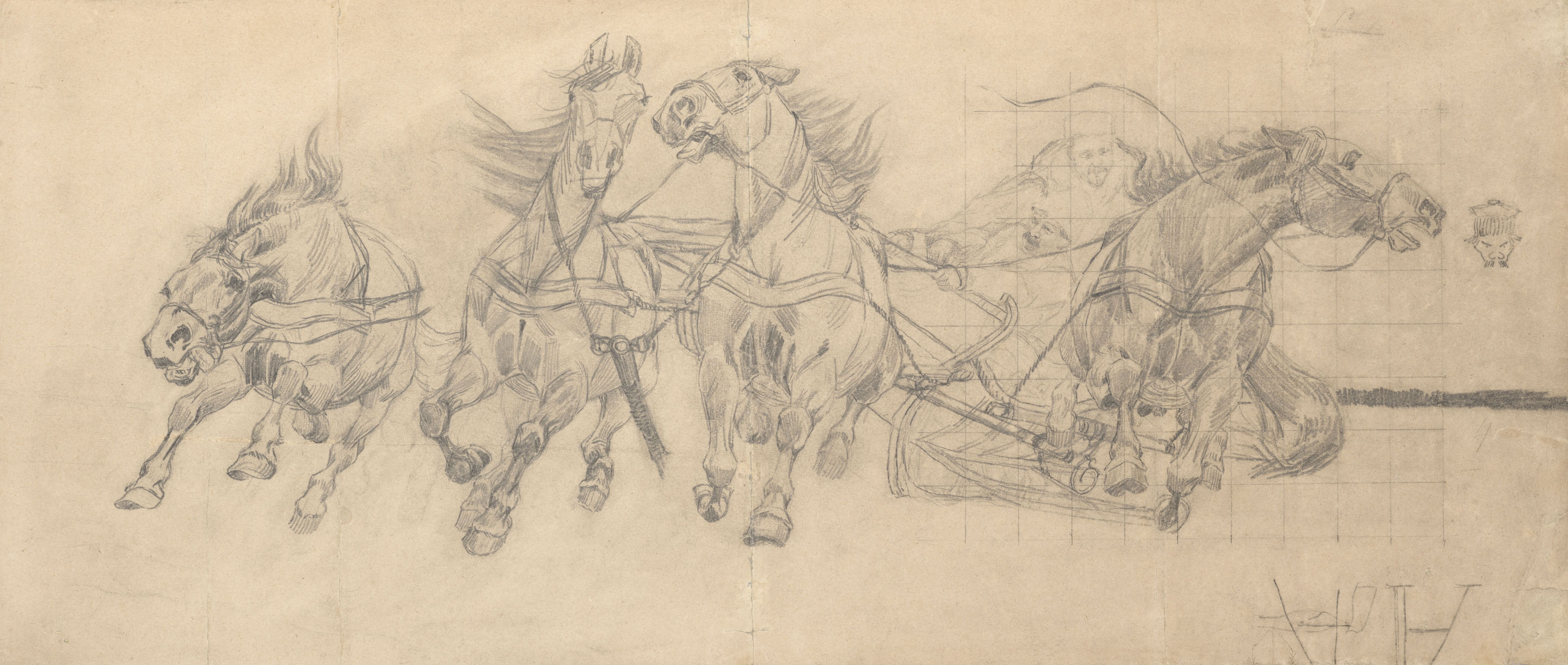
Studium koni do obrazu Czwórka (około 1880)

Motyw rozpędzonego zaprzęgu powtarzał się w twórczości Józefa Chełmońskiego w licznych ujęciach. Najbliższy kompozycji krakowskiej, monumentalnej Czwórki jest szkic malarski o wymiarach 52,5 × 109 cm, będący częścią kolekcji Muzeum Narodowego w Warszawie. Warszawskie zbiory zachowały również rysunkowe studia rozpędzonych koni.